# قصة جلين ميلر (فلم)
قصة جلين ميلر  (بالإنجليزية: The Glenn Miller Story) هو فيلم تم إنتاجه في الولايات المتحدة.

## بطولة
- جيمس ستيوارت

## الميزانية والإيرادات
حقق أرباحا تقدر بـ 7 ملايين دولار.

### ترشيحات وجوائز
| السنة | الحدث          | الفئة          | النتيجة  |
| ----- | -------------- | -------------- | -------- |
|       | جائزة الأوسكار | أفضل خلط أصوات | فـــــوز |

## وصلات خارجية
- مقالات تستعمل روابط فنية بلا صلة مع ويكي بيانات

1. ↑  "معلومات عن قصة جلين ميلر (فيلم) على موقع isan.org". isan.org. مؤرشف من الأصل في 2019-12-12.
2. ↑  "معلومات عن قصة جلين ميلر (فيلم) على موقع cinema.encyclopedie.films.bifi.fr". cinema.encyclopedie.films.bifi.fr. مؤرشف من الأصل في 2016-03-03.
3. ↑  "معلومات عن قصة جلين ميلر (فيلم) على موقع svenskfilmdatabas.se". svenskfilmdatabas.se. مؤرشف من الأصل في 2019-12-12.